# Szombathelyi Szandra
Szombathelyi Szandra (Budapest, 1989. augusztus 2.) válogatott röplabdázó. Posztját tekintve négyes ütő, de a válogatottnál liberóként is játszott. Fontosabb sikereit a Vasas SC és a Békéscsabai RSE színeiben érte el. Tagja volt a 2015-ben Európa Liga-győztes, valamint az Európa-bajnokságon részt vevő válogatottnak. Strandröplabdában is számos sikert ért el, 2018-tól csak strandröplabdával foglalkozik.

## Életpályája
Az ADRC-ben kezdett röplabdázni, majd felnőtt szinten a BSE-ben folytatta, első élvonalbeli mérkőzését is ebben a csapatban játszotta. 2009-ben megnyerte első magyar bajnoki címét. Ezt követően a Vasashoz szerződött, amellyel bajnoki és kupadöntőt vívott, majd egy egyéves kaposvári kitérő után visszatért a BSE-hez. 2012-ben a jelentősen megerősödő Békéscsabai RSE játékosa lett, a szezon végeztével Finnországba szerződött a LiigaEurához, ahonnan pár hónap után távozott, miután pénzügyi gondok adódtak a klubnál. A 2013–14-es szezon tavaszi felére visszaszerződött a Békéscsabához, amellyel magyar bajnok lett. A szezon befejeztével ismét a Vasashoz került, ahol 2015-ben Magyar Kupát nyert, illetve kétszer volt bajnoki döntős és egyszer kupadöntős. 2016-ban a Nyíregyházához szerződött, ahonnan 2018-ban távozott. Ekkor bejelentette, hogy a teremröplabdázástól visszavonul, és csak strandröplabdával fog foglalkozni.
2013-ban mutatkozott be először a válogatottban. Legnagyobb sikerét a 2015-ös Európa Liga-győzelemmel érte el, amelyen a válogatott Érden győzött a török válogatott ellen. Tagja volt a huszonnyolc év után újra Európa-bajnokságot játszó női válogatottnak, amellyel továbbjutottak a holland-belga közös rendezésű torna csoportköréből. Strandröplabdában is jelentős sikereket ért el Magyarországon: 2011-ben és 2012-ben Gudmann Csillával közösen megnyerte a strandröplabda országos bajnokságot, 2014-ben pedig döntős volt ikertestvérével, Szombathelyi Kittivel. 2017-ben összeállt az akkor négyszeres magyar bajnok Lutter Eszterrel, akivel 2018-ban ismét országos bajnokságot nyert, emellett első World Tour-os főtábláját is elérte. Összesen négyszer, 2011-ben, 2012-ben, 2014-ben és 2018-ban az év női strandröplabdázójává választották.

## Sikerei, díjai

### Teremröplabda
BSE
- női NB I győztese: 2009

Vasas SC
- női NB I, döntős: 2010, 2015, 2016
- kupagyőztes: 2015
- kupadöntős: 2010, 2016

BRSE
- női NB I győztese: 2014

női válogatott
- Európa Liga-győztes: 2015
- Eb-résztvevő: 2015

### Strandröplabda
Gudmann Csillával
- magyar bajnok: 2011, 2012

Szombathelyi Kittivel
- magyar bajnoki döntős: 2014

Lutter Eszterrel
- magyar bajnok: 2018, 2019

### Egyéni díjai
- az év magyar strandröplabdázója: 2011, 2012, 2014, 2018,[1]2019, 2021,[2] 2022[3]